# Saison 2 de Numbers
Chronologie
Saison 1 Saison 3
Cet article présente le guide des épisodes de la deuxième saison de la série télévisée américaine Numb3rs.

## Distribution de la saison

### Acteurs principaux
- Rob Morrow (VF : Éric Aubrahn) : Don Eppes
- David Krumholtz (VF : Xavier Béja) : Charles « Charlie » Eppes
- Judd Hirsch (VF : Jean-Pierre Moulin) : Alan Eppes
- Alimi Ballard (VF : Jérôme Rebbot) : David Sinclair
- Peter MacNicol (VF : Denis Boileau) : Lawrence « Larry » Fleinhardt
- Diane Farr (VF : Rafaele Moutier) : Megan Reeves[1]
- Navi Rawat (VF : Julie Dumas) : Amita Ramanujan
- Dylan Bruno (VF : Nessym Guetat) : Colby Granger

### Acteurs récurrents et invités
- Lou Diamond Phillips (VF : Marc Saez) : Agent Ian Edgerton (récurrence à travers la série)
- Bill Nye : Dr Bill Waldie[2] (épisode 11)
- Annie Duke : Dealer[3] (épisode 13)

## Épisodes

### Épisode 1:Le Prix du chagrin
- États-Unis /  Canada : 23 septembre 2005 sur CBS[4] / Global
- France : 14 juillet 2006 sur M6
- Québec : date inconnue

- Charlie rappelle que « Le théorème de Bayes établit que les degrés d'incertitude et d'infaillibilité peuvent être quantifiés en termes de probabilité » et, au moyen d'un filtre bayésien, il aide le FBI à trier le nombre imposant des dossiers traités par le passé par le juge afin de réduire le nombre des suspects à ceux présentant la plus grande probabilité de vouloir l'éliminer.
- Pi, rappelle Charlie, est présent partout, pas seulement dans les mathématiques, mais également dans la nature : « On ne sait pas quand et pourquoi il apparaît ».

### Épisode 2:Les jeux sont faits
- États-Unis : 30 septembre 2005 sur CBS
- France : 21 juillet 2006 sur M6

- Charlie fait appel aux connaissances de Larry en analyse spectrale de fréquences dans le cas d'une commande à distance de déverrouillage de voiture ; la procédure s'avère plus ardue parce que le code de déverrouillage est un code tournant basé sur la génération de 32 caractères hexadécimaux. Charlie et Amita cherchent donc à casser le code en trouvant la clé en se basant sur le fonctionnement d'un automate cellulaire.
- Charlie se charge par la suite de décrypter les notes des transactions d'un bookmaker afin de retracer les flux d'argent et retrouver ses clients.
- Afin de remonter aux bookmakers, Charlie et Amita utilisent l'historique de connexion à un site de paris en ligne en comparant les gains sur les paris à une suite de Farey pour différencier les connexions des suspects de celles des parieurs.

### Épisode 3:Le Revers de la médaille
- États-Unis : 7 octobre 2005 sur CBS
- France : 28 juillet 2006 sur M6
- Québec : 21 août 2007 sur Ztélé

- Le FBI demande à Charlie d'analyser les plans de la maison et la disposition des caméras pour comprendre comment l'intrus a pu passer sans se faire repérer. Après avoir envisagé et écarté le « problème de la galerie d'art », ou une mauvaise triangulation du terrain par les caméras, Charlie comprend que le problème vient des caméras dont on a influencé le galvanomètre afin de réduire la visibilité. Il réussit néanmoins à reconstituer l'image par curvelets.
- Charlie utilise aussi une analyse graphologique faisant appel à une loi gamma avec divers paramètres non précisés.
- L'agent Sinclair demande à Charlie et Larry de localiser un lieu grâce aux ombres créées par un panier de basket-ball sur les lieux.

### Épisode 4:Risque calculé
- États-Unis : 14 octobre 2005 sur CBS
- France : 4 août 2006 sur M6

- Charlie fait un premier tri dans les suspects en développant un arbre de décision à deux branches principales, en raison des deux types de suspects.
- Il reconstitue également l'historique des transactions afin de mettre à jour la mécanique de la fraude financière. Il découvre ainsi cinq courtiers aux résultats parfaits ; cependant, Charlie les identifie comme suspects du fait que « personne n'est parfait » et qu'il y a toujours une source d'erreur systématique dans la spéculation financière. Charlie remonte aussi les flux d'argent sur un modèle inspiré de la mécanique des fluides pour découvrir que les fonds détournés ont été envoyés avant les transactions frauduleuses.

### Épisode 5:Le Condor
- États-Unis : 21 octobre 2005 sur CBS
- France : 11 août 2006 sur M6

- Charlie utilise la théorie comportementale du jeu à somme nulle pour traquer un futur assassin, en comparant les déplacements et les choix du tueur à un jeu de bataille navale dont les joueurs pourraient déplacer les bateaux à chaque tour.

### Épisode 6:Tête brûlée
- États-Unis : 4 novembre 2005 sur CBS
- France : 18 août 2006 sur M6

- Charlie modélise la dispersion d'un gaz dans un milieu fermé (ici, une voiture de rame de métro) par un modèle gaussien, ce qui lui permet d'évaluer le point d'origine de dispersion.
- Il utilise plus tard la théorie de la percolation pour modéliser le comportement du terroriste et le choix des cibles.

### Épisode 7:Convergence
- États-Unis : 11 novembre 2005 sur CBS
- France : 25 août 2006 sur M6

- Afin de chercher un lien entre les deux affaires, Charlie veut utiliser le data-mining pour chercher toute corrélation possible entre les deux victimes. Une analyse de Fourier permet de déterminer un schéma horaire.
- L'un des grands travaux de Charlie porterait sur le comportement asymptotique des matrices aléatoires, ou « convergence de Eppes ».

### Épisode 8:Sans limite
- États-Unis : 18 novembre 2005 sur CBS
- France : 22 septembre 2006 sur M6

- Charlie a fait appel à un modèle basé sur la migration des oiseaux pour localiser les nœuds à l'origine de transactions de blanchiment d'argent.
- Il cite la méthode Pradeep sen pour reconstituer une image numérique, qui cache d'autres données : c'est la stéganographie.

### Épisode 9:Menaces toxiques
- États-Unis : 25 novembre 2005 sur CBS
- France : 29 septembre 2006 sur M6

- Charlie utilise la théorie de l'information pour expliquer une partie du comportement de l'empoisonneur, citant l'entropie de Shannon pour expliquer qu'il ne cible pas n'importe où ou n'importe qui.
- Il utilise la théorie des graphes pour déterminer l'itinéraire probable d'un fuyard en montagne ; il cite notamment le problème des sept ponts de Königsberg. Charlie construit un arbre de Steiner pour localiser les endroits susceptibles d'être visités.

### Épisode 10:L'Âme perdue
- États-Unis : 9 décembre 2005 sur CBS
- France : 6 octobre 2006 sur M6

- Charlie doit étudier des schémas de décroissance radioactive du carbone 14 pour évaluer l'âge d'un crâne.
- Il fait référence aux diagrammes de Voronoï pour évaluer les emplacements susceptibles de contenir des ossements humains.

### Épisode 11:L'Empreinte du feu
- États-Unis : 16 décembre 2005 sur CBS
- France : 13 octobre 2006 sur M6

Bill Nye (Dr Bill Waldie)

### Épisode 12:Réaction en chaîne
- États-Unis : 6 janvier 2006 sur CBS
- France : 20 octobre 2006 sur M6

### Épisode 13:Le Dessous des cartes
- États-Unis : 13 janvier 2006 sur CBS
- France : 27 octobre 2006 sur M6

Ethan Phillips (Leonard Philbrick)

### Épisode 14:Trafic d'organes
- États-Unis : 27 janvier 2006 sur CBS
- France : 3 novembre 2006 sur M6

### Épisode 15:Le Serpent
- États-Unis : 3 février 2006 sur CBS
- France : 10 novembre 2006 sur M6

### Épisode 16:Les Fantômes du passé
- États-Unis : 3 mars 2006 sur CBS
- France : date inconnue

### Épisode 17:Médium
- États-Unis : 10 mars 2006 sur CBS

### Épisode 18:Le Chemin de la liberté
- États-Unis : 31 mars 2006 sur CBS

### Épisode 19:Vengeance
- États-Unis : 7 avril 2006 sur CBS

### Épisode 20:Les Risques du métier
- États-Unis : 21 avril 2006 sur CBS

### Épisode 21:Peur bleue
- États-Unis : 28 avril 2006 sur CBS

### Épisode 22:Tel est pris…
- États-Unis : 5 mai 2006 sur CBS

### Épisode 23:Message d'outre-tombe
- États-Unis : 12 mai 2006 sur CBS

### Épisode 24:Un air de famille
- États-Unis : 19 mai 2006 sur CBS
- France : 5 janvier 2007 sur M6